# Ghiberti (krater)
Ghiberti är en nedslagskrater på planeten Merkurius. Ghiberti är ungefär 110 kilometer i diameter.
1976 namngavs den efter skulptören Lorenzo Ghiberti.